# Ассоколай
Ассоколай (рос. Ассоколай; адиг. Аскъэлай) — аул Теучезького району Адигеї Росії. Входить до складу Ассоколайського сільського поселення.
Населення — 1520 осіб (2015 рік).